# جامعة ليفربول هوب
جامعة ليفربول هوب (بالإنجليزية: Liverpool Hope University)‏ (اختصاراً LHU) هي جامعة حكومية ومؤسسة بحثية وتدريسية مكثفة اكتسبت اعترافًا ملحوظًا بتدريسها. وفي أواخر عام 2010، حصلت على تصنيف ذهبي في إطار التميز التعليمي لحكومة المملكة المتحدة (TEF)، يقع الحرم الجامعي في ليفربول، إنجلترا، نشأت الجامعة من ثلاث كليات لتدريب المعلمين : كلية سانت كاثرين (في الأصل كلية تدريب وارينغتون)، وكلية نوتردام، وكلية كريست، تتمتع الجامعة بتقاليد مسكونية، لعب الأسقف الأنجليكاني لليفربول ديفيد شيبارد ورئيس أساقفة ليفربول الكاثوليكي ديرك وورلوك دورًا بارزًا في تشكيلها. اسمها مشتق من هوب ستريت (شارع الأمل)، الذي يربط بين الكاتدرائيات الأنجليكانية والكاثوليكية في المدينة.